# Губка Боб Квадратные Штаны (14 сезон)
Четырнадцатый сезон мультсериала «Губка Боб Квадратные Штаны» был подтверждён 24 марта 2022 года на апфронте канала Nickelodeon. Он будет состоять из 13 эпизодов. Премьера в США состоялась 2 ноября 2023 года на Nickelodeon.

## Список серий
| № общий | № в сезоне | Название                                                                  | Художник                                  | Автор сценария          | Дата премьеры в США |
| --- | ---------- | ------------------------------------------------------------------------- | ----------------------------------------- | ----------------------- | ------------------- |
| 294a | 1a         | «Одноклеточная защита» «Single-Celled Defense»                            | Мишель Брайан                             | Дэнни Джованнини        | 2 ноября 2023       |
| Планктон, устав от того, что на него постоянно наступают, решает научиться самозащите у Сэнди.                                                                        |            |                                                                           |                                           |                         |                     |
| 294b | 1b         | «Крепыш для Пафф» «Buff for Puff»                                         | Мишель Брайан                             | Эндрю Гудман            | 20 ноября 2023      |
| Мистер Крабс решает подкачаться после того, как его опережает Ларри.                                                                                                  |            |                                                                           |                                           |                         |                     |
| 295a | 2a         | «Мы любим Обруча» «We ♥ Hoops»                                            | Эндрю Овертум                             | Каз Прапуоленис         | 21 ноября 2023      |
| Губка Боб и Патрик узнают, что их любимый член Морской банды - знакомый им житель.                                                                                    |            |                                                                           |                                           |                         |                     |
| 295b | 2b         | «Губка-анчоус» «SpongeChovy»                                              | Мишель Брайан                             | Даг Лоуренс             | 22 ноября 2023      |
| Все в Бикини Боттом начинают вести себя, как анчоусы. |            |                                                                           |                                           |                         |                     |
| 296a | 3a         | «Бассвард» «BassWard»                                                     | Эндрю Овертум                             | Майк Белл               | 23 ноября 2023      |
| Сквидвард и Баббл Басс должны держаться вместе по дороге в Шелл-Сити.                                                                                                 |            |                                                                           |                                           |                         |                     |
| 296b | 3b         | «Коробка для Сквидварда» «Squidiot Box»                                   | Эндрю Овертум                             | Люк Брукшир             | 12 февраля 2024     |
| Сквидвард залезает в коробку воображения Губки Боба и Патрика, и должен надеяться на их креативность, чтобы выйти из неё.                                             |            |                                                                           |                                           |                         |                     |
| 297a | 4a         | «Картофельные узы» «Blood is Thicker Than Grease»                         | Мишель Брайан                             | Люк Брукшир             | 15 июля 2024        |
| Семья Планктона открывает их собственный ресторан рядом с «Помойным Ведром».                                                                                          |            |                                                                           |                                           |                         |                     |
| 297b | 4b         | «Не смеши меня!» «Don't Make Me Laugh»                                    | Мишель Брайан                             | Даг Лоуренс             | 12 февраля 2024     |
| Губка Боб ни с того ни с сего находит смешным что угодно. |            |                                                                           |                                           |                         |                     |
| 298a | 5a         | «Мамагеддон» «Momageddon»                                                 | Эндрю Овертум                             | Майк Белл               | 14 февраля 2024     |
| Работники «Красти Краба» остаются без работы после того, как их мамы захватывают ресторан.                                                                            |            |                                                                           |                                           |                         |                     |
| 298b | 5b         | «Камень-питомец» «Pet the Rock»                                           | Мишель Брайан                             | Дэнни Джованнини        | 14 февраля 2024     |
| Новый камень Патрика привлекает коварного коллекционера камней. |            |                                                                           |                                           |                         |                     |
| 299a | 6a         | «Танго-суматоха» «Tango Tangle»                                           | Мишель Брайан                             | Даг Лоуренс             | 20 февраля 2024     |
| Планктон и Карен берут уроки танцев и быстро становятся лучшими учениками в классе.                                                                                   |            |                                                                           |                                           |                         |                     |
| 299b | 6b         | «Некро-ням-нямикон» «Necro-Nom-Nom-Nom-I-Con»                             | Эндрю Овертум                             | Люк Брукшир             | 26 февраля 2024     |
| Губка Боб начинает готовить еду с помощью книги заклинаний. |            |                                                                           |                                           |                         |                     |
| 300a | 7a         | «Планктон 1413» «PL-1413»                                                 | Мишель Брайан                             | Дэнни Джованнини        | 15 июля 2024        |
| Планктон отправляется на 2000 лет вперёд и находит довольно незнакомые лица.                                                                                          |            |                                                                           |                                           |                         |                     |
| 300b | 7b         | «Враждебное настроение» «In the Mood to Feud»                             | Мишель Брайан                             | Каз Прапуоленис         | 16 июля 2024        |
| Губка Боб, Патрик и Сэнди присоединяются к извечному противостоянию семейств нарвалов и планктонов.                                                                   |            |                                                                           |                                           |                         |                     |
| 301a | 8a         | «Облунённые!» «Mooned!»                                                   | Эндрю Овертум                             | Эндрю Гудман            | 17 июля 2024        |
| Губка Боб хочет поймать очень редкую медузу и заручается помощью бывшего чемпиона по ловле медуз Кевина.                                                              |            |                                                                           |                                           |                         |                     |
| 301b | 8b         | «Истерическая история» «Hysterical History»                               | Мишель Брайан                             | Дэнни Джованнини        | 18 июля 2024        |
| Во время поездки в музей Губка Боб и Патрик рассказывают Сэнди всё об увлекательной, но сомнительной истории Бикини Боттом.                                           |            |                                                                           |                                           |                         |                     |
| 302303 | 910        | «Страхожуткий лагерь» «Kreepaway Kamp»                                    | Мишель Брайан, Эндрю Овертум              | Майк Белл, Бобби Гейлор | 10 октября 2024     |
| Находясь в лагере «Коралл», Губку Боба и его друзей преследует загадочная фигура, а кроме того, туристы начинают исчезать один за другим!                             |            |                                                                           |                                           |                         |                     |
| 304 | 11         | «Желтоснеж» «Snow Yellow and the Seven Jellies»                           | Мишель Брайан, Эндрю Овертум              | Даг Лоуренс             | 11 ноября 2024      |
| Когда Желтоснеж становится «всех квадратней и милее», злая королева Карен решает забрать себе это звание любыми способами.                                            |            |                                                                           |                                           |                         |                     |
| 305a | 12a        | «Грязный Баббл Басс» «The Dirty Bubble Bass»                              | Эндрю Овертум                             | Люк Брукшир             | 22 июля 2024        |
| Грязный Пузырь и Баббл Басс объединяются, чтобы стать самым грязным несчастьем города.                                                                                |            |                                                                           |                                           |                         |                     |
| 305b | 12b        | «Шелдон Квадратные Штаны» «Sheldon SquarePants»                           | Эндрю Овертум                             | Эндрю Гудман            | 23 июля 2024        |
| Планктон становится членом семьи Губки Боба, чтобы стать ближе к секретной формуле.                                                                                   |            |                                                                           |                                           |                         |                     |
| 306 | 13         | «Рождество Губки Боба и Сэнди в стиле кантри» «Sandy's Country Christmas» | Марк Кабальеро, Шеймус Уолш               | Дэнни Джованнини        | 2 декабря 2024      |
| Когда один из экспериментов Сэнди идёт не по плану, она вместе со своей семьёй должна спасти Рождество для Бикини Боттом.                                             |            |                                                                           |                                           |                         |                     |
| 307a | 14a        | «Сэмми-чистоплюй» «Sammy Suckerfish»                                      | Эндрю Овертум                             | Даг Лоуренс             | 24 июля 2024        |
| Когда «Красти Краб» загрязняется, волшебная рыбка учит Губку Боба, как придать поверхности аппетитный вид.                                                            |            |                                                                           |                                           |                         |                     |
| 307b | 14b        | «Губка Боб Кулинарные Штаны» «Big League Bob»                             | Мишель Брайан                             | Каз Прапуоленис         | 25 июля 2024        |
| Губку Боба приглашают готовить в высшую лигу, но сначала он должен доказать свою состоятельность на тестовой кухне.                                                   |            |                                                                           |                                           |                         |                     |
| 308a | 15a        | «Всё выше и выше» «UpWard»                                                | Эндрю Овертум                             | Эндрю Гудман            | 3 декабря 2024      |
| Леди Аптёрн знакомит Сквидварда и его музыкальные «таланты» со своими друзьями из высшего общества после того, как она становится его покровительницей.               |            |                                                                           |                                           |                         |                     |
| 308b | 15b        | «Неопознанный лютующий осьминог» «Unidentified Flailing Octopus»          | Эрик Брайан, Мишель Брайан, Эндрю Овертум | Даг Лоуренс             | 5 декабря 2024      |
| Сквидвард намеревается доказать, что инопланетяне ненастоящие… пока сам не столкнётся с ними лицом к лицу.                                                            |            |                                                                           |                                           |                         |                     |
| 309a | 16a        | «Невезучий Боб» «Bad Luck Bob»                                            | Мишель Брайан                             | Люк Брукшир             | 9 декабря 2024      |
| Губка Боб переживает полосу невезения, когда его счастливый зажим для галстука внезапно пропадает.                                                                    |            |                                                                           |                                           |                         |                     |
| 309b | 16b        | «Грядёт Песочный человек» «The Sandman Cometh»                            | Мишель Брайан                             | Дэнни Джованнини        | 11 декабря 2024     |
| Когда Патрик не может заснуть, он обращается за помощью к Песочному человеку.                                                                                         |            |                                                                           |                                           |                         |                     |
| 310a | 17a        | «Почём печенье?» «Biscuit Ballyhoo»                                       | Мишель Брайан, Эрик Брайан, Эндрю Овертум | Эндрю Гудман            | 13 декабря 2024     |
| Сэнди и научные скауты продают печенье, чтобы профинансировать полёт на Марс, но когда мистер Крабс и его скауты вступают в игру, между ними начинается соревнование. |            |                                                                           |                                           |                         |                     |
| 310b | 17b        | «Доездился» «Student Driver Survivor»                                     | Мишель Брайан                             | Каз Прапуоленис         | 17 декабря 2024     |
| Когда конкурент угрожает закрыть лодочную школу миссис Пафф, ей приходится полагаться на Губку Боба, чтобы остаться в бизнесе.                                        |            |                                                                           |                                           |                         |                     |
| 311a | 18a        | «Не сосиской единой» «Wiener Takes All»                                   | Мишель Брайан                             | Дэнни Джованнини        | 19 декабря 2024     |
| Устав от тяжелой работы в «Красти Крабе», Сквидвард устраивается на новую работу — управляющим в «Сосисочную Винни-младшего».                                         |            |                                                                           |                                           |                         |                     |
| 311b | 18b        | «Застрявшие в лифте» «Stuck in an Elevator»                               | Эрик Брайан                               | Даг Лоуренс             | 24 декабря 2024     |
| Когда Сквидвард оказывается запертым в лифте вместе с Губкой Бобом и Патриком, он пытается выбраться, чтобы вернуть почти просроченную библиотечную книгу.            |            |                                                                           |                                           |                         |                     |
| 312a | 19a        | «Сквидвард ложится на дно» «Squidness Protection»                         | Мишель Брайан                             | Люк Брукшир             | 14 февраля 2025     |
| Удивительная новая жизнь Сквидварда в программе защиты свидетелей оказывается под угрозой после того, как Губка Боб и Патрик узнают о его местонахождении.            |            |                                                                           |                                           |                         |                     |
| 312b | 19b        | «Одна дома» «Dome Alone»                                                  | Эрик Брайан                               | Эндрю Гудман            | 14 февраля 2025     |
| Застряв в своем куполе, Сэнди подозревает, что Планктон замышляет что-то недоброе, и привлекает Патрика к расследованию.                                              |            |                                                                           |                                           |                         |                     |
| 313a | 20a        | «Гэри начеку» «Wary Gary»                                                 | Эрик Брайан                               | Дэнни Джованнини        | 21 февраля 2025     |
| Губка Боб идёт на крайние меры, чтобы обманом заставить Гэри пойти к ветеринару.                                                                                      |            |                                                                           |                                           |                         |                     |
| 313b | 20b        | «Попался» «Pinned»                                                        | Мишель Брайан                             | Майк Белл               | 21 февраля 2025     |
| Губка Боб приходит в отчаяние, когда его случайно придавливает спортивным оборудованием, и ему приходится ждать помощи.                                               |            |                                                                           |                                           |                         |                     |
| 314a | 21a        | «Дом розыгрышей старины Джеффи» «Jeffy T's Prankwell Emporium»            | Мишель Брайан                             | Дэнни Джованнини        | 28 февраля 2025     |
| Отец Сквидварда, шутник, приходит в гости и приносит с собой кучу приколов, чем раздражает сына.                                                                      |            |                                                                           |                                           |                         |                     |
| 314b | 21b        | «Вкус Планктона» «A Taste of Plankton»                                    | Эрик Брайан                               | Люк Брукшир             | 28 февраля 2025     |
| Планктон пытается попробовать секретную формулу, прикрепившись к языку Губки Боба.                                                                                    |            |                                                                           |                                           |                         |                     |
| 315a | 22a        | «Бесчувственный интеллект» «Smartificial Intelligence»                    | Мишель Брайан                             | Эндрю Гудман            | 7 марта 2025        |
| Окунёк Перкинс борется за свою работу после того, как его уволили и заменили роботом-ведущим.                                                                         |            |                                                                           |                                           |                         |                     |
| 315b | 22b        | «Пожарный Боб» «Firehouse Bob»                                            | Мишель Брайан                             | Каз Прапуоленис         | 7 марта 2025        |
| Губка Боб, Патрик и Сквидвард оказываются в эпицентре событий, когда становятся добровольными пожарными.                                                              |            |                                                                           |                                           |                         |                     |
| 316a | 23a        | «Питательный Планктон» «Pablum Plankton»                                  | Эрик Брайан                               | Даг Лоуренс             | 14 марта 2025       |
| Планктон побеждает в конкурсе «Самый милый ребенок» и становится лицом бренда детского питания.                                                                       |            |                                                                           |                                           |                         |                     |
| 316b | 23b        | «MuseBob ModelPants»                                                      | Мишель Брайан                             | Майк Белл               | 14 марта 2025       |
| Когда уникальный портрет Губки Боба, созданный Сквидвардом, произвел фурор в мире искусства, у него не осталось иного выбора, кроме как создать ещё несколько.        |            |                                                                           |                                           |                         |                     |
| 317a | 24a        | «Delivery of Doom»                                                        | Мишель Брайан                             | Дэнни Джованнини        | TBA                 |
| Перед Губкой Бобом стоит задача от З.Л.О. доставить еду в их секретное логово за 10 минут или меньше.                                                                 |            |                                                                           |                                           |                         |                     |
| 317b | 24b        | «My Father, the Boat»                                                     | Эрик Брайан                               | Даг Лоуренс             | TBA                 |
| Когда мистер Крабс попадает в ловушку внутри новой лодки Перл, он должен притвориться её двигателем, чтобы его не поймали.                                            |            |                                                                           |                                           |                         |                     |
| 318a | 25a        | «Who's Afraid of Mr. Snippers?»                                           | Мишель Брайан                             | Люк Брукшир             | TBA                 |
| Сквидвард и Планктон собираются вместе, чтобы разыграть свою собственную пьесу… и Губка Боб становится злодеем!                                                       |            |                                                                           |                                           |                         |                     |
| 318b | 25b        | «A Fish Called Sandy»                                                     | Мишель Брайан                             | Майк Белл               | TBA                 |
| Сэнди решает наконец-то сделать себе жабры, чтобы по-настоящему ощутить себя в Бикини Боттом, но у них есть странный побочный эффект.                                 |            |                                                                           |                                           |                         |                     |
| 319a | 26a        | «Making Waves»                                                            | Эрик Брайан                               | Каз Прапуоленис         | TBA                 |
| Мистер Крабс и Планктон должны научиться ладить друг с другом после того, как потерпели кораблекрушение на острове.                                                   |            |                                                                           |                                           |                         |                     |
| 319b | 26b        | «Captain Quasar: The Next Iteration»                                      | Мишель Брайан                             | Эндрю Гудман            | TBA                 |
| Губка Боб и Сквидина пытаются основать свой собственный фан-клуб капитана Квазара после того, как их выгнали из клуба Баббл Басса.                                    |            |                                                                           |                                           |                         |                     |